# Methanogenium
En taxonomía, Methanogenium es un género dentro Methanomicrobiaceae.  Su especie tipo es Methanogenium cariaci.

## Descripción y ambiente
Las especies de Methanogenium son coco en forma, Gram-negativas y, como algunas otras arqueas metanógenas, pueden producir metano de dióxido de carbono, hidrógeno o formiato como sustratos. Aunque a veces tienen flagelos, no son móviles.  Son estrictamente anaerobias, y se encuentran en los sedimentos marinos o lacustres que carecen de oxígeno.

## Otras lecturas

### Revistas científicas
- Maestrojuan GM; Boone DR; Xun LY; Mah RA et al. (1990). «Transfer of Methanogenium bourgense, Methanogenium marisnigri, Methanogenium olentangyi, and Methanogenium thermophilicum to the genus Methanoculleus gen. nov, emendation of Methanoculleus marisnigri and Methanogenium, and description of new strains of Methanoculleus bourgense and Methanoculleus marisnigr». Int. J. Syst. Bacteriol. 40: 117-122. doi:10.1099/00207713-40-2-117.
- Balch WE; Fox GE; Magrum LJ; Woses CR et al. (1979). «Methanogens: reevaluation of a unique biological group». Microbiol. Rev. 43 (2): 260-296. PMC 281474. PMID 390357.
- Romesser JA; Wolfe RS; Mayer F; Spiess E et al. (1979). «Methanogenium, a new genus of marine methanogenic bacteria, and characterization of Methanogenium cariaci sp. nov. and Methanogenium marisnigri sp. nov». Arch. Mikrobiol. 121: 147-153.

### Bases de datos científicos
- PubMed
- PubMed Central
- Google Scholar